# Apocryptophagus concisiventris
Apocryptophagus concisiventris är en stekelart som först beskrevs av Girault 1915.  Apocryptophagus concisiventris ingår i släktet Apocryptophagus och familjen fikonsteklar. Inga underarter finns listade i Catalogue of Life.